# Torres de medianoche
Torres de medianoche (en inglés: Towers of Midnight) es una novela de fantasía de Robert Jordan y Brandon Sanderson, es la secuela de la novela La tormenta, y el libro número 13 de la saga La rueda del tiempo. La novela es la segunda parte de Un recuerdo de luz, el libro final proyectado de Robert Jordan. Debido a la cantidad de material por cubrir, la esposa de Jordan, Tor Books y Brandon Sanderson, acordaron dividir el libro final en tres libros separados.
Los tres libros fueron escritos por Sanderson con la ayuda de extensas notas dejadas por el difunto Jordan. El título Torres de medianoche fue propuesto por Sanderson, reemplazando el título provisional de Un recuerdo de luz: Shifting Winds. Fue lanzado en inglés el 2 de noviembre de 2010. El libro debutó en el # 1 en la lista de best-sellers de The New York Times.
El 30 de agosto de 2010, Tor Books, en conjunto con el lanzamiento de la novela de 2010 de Sanderson, The Way of Kings, anunció que Sanderson repartiría stickers para automóviles a lo largo de su recorrido promocional. Algunos de los stickers contenían un código que desbloquearía una página de Torres de medianoche. Los fanáticos pudieron adivinar los códigos sin recibir un sticker y abrieron un capítulo completo (Capítulo 8). El código final se colocó en Venecia, Italia. Los códigos eran los nombres de capítulos de Torres de medianoche. Este evento fue promovido por Tor Books a pedido de Brandon Sanderson, y fue capaz de generar una cantidad inesperadamente alta de participación de la comunidad de fanes.

## Resumen de la trama

### Perrin Aybara y Egwene al'Vere
Trasladándose a través de Ghealdan, Perrin Aybara y sus seguidores se encuentran con los Hijos de la Luz, de quienes Jaret Byar y Dain Bornhald acusan a Perrin (correctamente) de matar a dos de sus colegas. Cuando Galad Damodred descubre a su madrastra Morgase Trakand entre los refugiados, Galad y Perrin aceptan un juicio con Morgase como juez bajo la ley de andoriana. Perrin revela su habilidad para hablar con los lobos y reclama como defensa el hecho de que los dos hombres mataron a sus amigos lobos; pero Morgase juzga a Perrin culpable de "asesinato ilegal" bajo una oscura ley que rige a los mercenarios. Perrin acepta acatar el fallo de Galad después de Tarmon Gai'don; pero Galad no pronuncia sentencia inmediatamente.
Faile Bashere y Berelain sur Paendrag llegan al acuerdo en el cual Berelain denunciará públicamente los rumores de que Perrin y Berelain fueron amantes durante el encarcelamiento de Faile; después de lo cual Berelain desarrolla un enamoramiento por Galad. El nae'blis Moridin le ordena a su compañera renegada Graendal para matar a Perrin; y le da un ter'angreal llamado «clavo del sueño», uno de los dos que posee, que obstaculiza el viaje en el mundo real. Graendal ordena a Isam a plantar el dispositivo para que los Asha'man Jur Grady y Fager Neald de Perrin no puedan abrir portales, permitiéndole destruir sus fuerzas con un ejército de trollocs. Perrin entra al mundo de los sueños para tratar de desactivarlo, pero es atacado por Isam en el proceso. A pesar de una superioridad palpable debido a los lobos que lo ayudan, el dominio de Isam en el mundo de los sueños le permite matar fácilmente a varios lobos. Como no quiere que nadie más salga lastimado, Perrin toma el clavo del sueño y atrae a Isam hacía el, a pesar de que su movimiento está limitado por el dispositivo, llegando finalmente a Tar Valon, con Isam persiguiendolo.
Egwene al'Vere conspira para encontrar a la renegada Mesaana, mientras lidia con una serie de asesinatos de Aes Sedai, pero se niega a vincular a Gawyn Trakand como guardián debido a su desobediencia; cuando se enfrenta a un intruso desconocido afuera de las habitaciones de Egwene, interrumpe las trampas que ella había puesto contra Mesaana. Gawyn, mientras visitaba a Elayne en Caemlyn, descubre que los asesinatos son obra de «Puños Sanguinarios», asesinos de élite de los Seanchan. Egwene organiza una reunión en Tel'aran'rhiod con Aes Sedai, sabías Aiel y las mujeres de los marinos, para discutir la cooperación entre las mujeres de las tres culturas, siguiendo una agenda oculta de llevar a Mesaana a una trampa. Sin embargo, en lugar de simplemente espiar al grupo como estaba previsto, Mesaana y el Ajah Negro atacan de inmediato, lo que provoca una batalla, con el clavo del sueño de Perrin que impide que Mesaana escape. Mesaana intenta sujetar a Egwene con un a'dam; pero el dominio de Egwene sobre Tel'aran'rhiod le permite romper la mente de Mesaana. Gawyn regresa a Tar Valon para evitar que tres Puños Sanguinarios maten a Egwene. Egwene despierta y se encuentra con un Gawyn convaleciente a quien acepta como esposo y guardián.
En los terrenos de la Torre, el lobo Saltador y Perrin luchan contra Isam, e Isam mata a Saltador, lo que termina para siempre con la posibilidad de renacimiento para el lobo. Perrin destruye el clavo del sueño al dejarlo caer en una pesadilla que ha tomado la forma de un volcán. Perrin escapa de Isam volviendo al mundo real. Luego, se siente obligado a forjar un martillo de guerra, y Neald descubre un Talento para crear un arma forjada por el Poder, lo que resulta en un martillo que Perrin nombra Mah'alleinir, «el que se eleva» en la Lengua Antigua. Mientras tanto, los Hijos de la Luz de Galad no saben que están a punto de ser emboscados por el ejército trolloc destinado a Perrin. El ejército de Perrin ataca primero, destruyendo a los trollocs y salvando a los Hijos. Galad establece una sentencia leve para los crímenes de Perrin: debe hacer una restitución financiera a las familias de los dos hombres asesinados y debe luchar en la Última Batalla. Debido a esta sentencia, Jaret Byar intenta matar a Perrin, pero es asesinado por Dain Bornhald, que ya no cree que Perrin haya matado a su padre Geofram. Galad acepta la propuesta de Perrin de unirse a la fuerza de Perrin y jura que permanecerá bajo el mando de Perrin hasta que finalice la Última Batalla.
La mano del Oscuro, Shaidar Haran, culpa a Graendal por la muerte de tres renegados (Mesaana, Aran'gar y Asmodean) y comienza a castigarla.

### Mat Cauthon y Elayne Trakand
Mat Cauthon se encuentra con la Reina andoriana Elayne Trakand en Caemlyn para discutir la construcción de «dragones» (artillería) siguiendo las especificaciones de la antigua Iluminadora Aludra. Negocian sobre quién conserva cuántos dragones, y Mat acepta dejar que Elayne tome prestado el ter'angreal de forma de cabeza de zorro que sirve para bloquear el Poder Único, para que Elayne pueda hacer copias.
Poco después, Elayne usa un angreal para tejer un disfraz en un intento de hacerse pasar por una de los renegados. Interroga a Chesmal del Ajah Negro, pero es descubierta después de la llegada de las hermanas negras de Chesmal, Eldrith y Temaile, así como también por la Cabeza Insigne de la Casa Caeren, Sylvase. Elayne usa el ter'angreal de Mat y una copia que hizo para derrotarlas, pero después de una aparición sorpresa por parte de Doilen Mellar, exguardia de la reina y amigo siniestro, pierde ambos medallones. En su desesperación, usa el Poder Único para derrumbar el techo sobre él. Puede recuperar el ter'angreal original de Mat, pero Mellar escapa con una copia.
Mat y Talmanes atraen al gholam que persigue a Mat desde Ebou Dar a una trampa; después de luchar contra la criatura en un edificio en llamas, Mat lo hiere con copias de su propio medallón suministradas por Elayne, y lo empuja a una puerta abierta por una de las Allegadas, por lo que es condenado a caer para siempre en la oscuridad.
Cuando Perrin y su grupo llegan a Caemlyn, Morgase convence a Elayne para que permita que Perrin administre Dos Ríos bajo el gobierno andoriano. Elayne usa los dragones, y una promesa de propiedades en Andor a los nobles cairhieninos, para convencerlos de hacerla la reina de Cairhien, uniendo así los reinos de Andor y Cairhien.
Poco después, Mat, Thom Merrilin y Noal entran en la Torre de Ghenjei para rescatar a Moraine Damodred, que ha estado desaparecida desde que cayó por un portal ter'angreal en Cielo en llamas. Guiados por la suerte de Mat a través de un laberinto extradimensional, los tres alejan a los astutos elfinios con fuego, música y la amenaza de las armas de hierro. Al encontrar a Moraine, Mat logra un trato con los elfinios para salir a salvo, ofreciéndoles «la mitad de la luz del mundo», su ojo izquierdo es arrancado sin piedad de su cuenca. Cuando comienzan a irse, los alfinios en forma de serpiente los persiguen, esto debido a que Mat los ha dejado fuera de la negociación anterior.
Noal, que se revela como el héroe popular Jain el Galopador, ofrece quedarse atrás y comprar tiempo a los demás para que puedan escapar. Llevados a un callejón sin salida, la esperanza parece desvanecerse, hasta que Mat se da cuenta de que su arma ashandarei es la clave para abrir un paso seguro desde la Torre, hecho esto pueden desgarrar las murallas y ganarse su libertad. Una vez afuera, Moraine se despierta severamente debilitada en el Poder Único debido a su captura (aunque en posesión de un angreal supremamente poderoso), y revela su amor por Thom, quien alegremente le corresponde. Mientras comparten noticias del mundo con ella, se preparan para encontrar a Rand antes de que comience la Última Batalla.

### Rand al'Thor
Recién salido de su epifania salvadora en las laderas de Monte del Dragón, Rand al'Thor regresa para luchar contra el toque del Oscuro sobre el entramado y trata de enmendar los errores que pudo perpetrar cuando estaba dominado por la Sombra. Para sorpresa de todos los implicados, aparece en la Torre Blanca para hacer un asombroso anuncio a Egwene al'Vere, la Sede Amyrlin: tiene la intención de romper los sellos restantes en la prisión del Oscuro para erigir un reemplazo más permanente. Incapaz de convencerla, acepta reunirse con él en un mes en Campo de Merrilor. Desesperada por retrasar lo que solo podía creer que era la perdición del mundo, Egwene aceleró un plan para unir a las naciones del mundo con la esperanza de detener la aparente locura del Dragón.
Después de expulsar a un par de poderosos amigos siniestros en Tear, viaja con Min Farshaw al puerto en ruinas de Bandar Eban, que había abandonado al hambre. Su conducta e influencia rápidamente ayudan a poner a la ciudad en pie, alimentando a los hambrientos. Luego se dirige hacia el norte hasta la fortaleza de Maradon, la ciudad principal de Saldaea, capturada por innumerables criaturas de las sombras que descienden de la Llaga. Aunque valientemente combatido por las fuerzas comandadas por el famoso general Rodel Ituralde, las fuerzas de la Luz están irremediablemente abrumadas y la ciudad al borde de la destrucción. Enfurecido por la difícil situación de los hombres a los que casi había condenado a muerte, Rand se coloca a la vanguardia del asalto de la Sombra, y repele la horda de decenas de miles de engendros sin ayuda con una cantidad inimaginable del Poder Único. Lamentablemente, no puede ayudar a las naciones de Kandor y Arafel, que también están abrumadas por engendros de la sombra.
Al final de la novela, se prepara para parlamentar con las fuerzas de las naciones reunidas en Campo de Merrilor, cerca de la frontera de La Llaga, con el advenimiento de Tarmon Gai'don cada vez más cerca.

### Aviendha
Mientras tanto a Aviendha finalmente se le permite realizar la prueba final para convertirse en una sabia. Recorre el Yermo, dirigiéndose a la antigua ciudad de Rhuidean. Durante su viaje, una Aiel errante llamada Nakomi la visita y le pide compartir su fuego; después de comenzar una conversación inocua, la misteriosa mujer le dice a Aviendha acerca del destino de los Aiel, una vez que su toh con el Dragón sea cumplido. La pregunta deja perpleja a Aviendha, y la preocupa, ya que parece que los Aiel podrían perder su propósito de existencia una vez que se libre la Última Batalla. Después de llegar a Rhuidean y pasar por el ter'angreal de las columnas de cristal (un dispositivo que permite hojear las vidas pasadas de los Aiel, que se ven a sí mismos a través de los ojos de su antepasados) intenta aprender más del ter'angreal por el que acaba de pasar tocándolo. Esto revela inadvertidamente a Aviendha cuál puede ser el futuro de los Aiel, en donde sus propios descendientes comienzan una cadena de eventos que permitiría a los Seanchan a invadir el Yermo y conducir a los Aiel a esconderse, y sistemáticamente reducirlos a patéticos carroñeros, con todo conocimiento sobre el ji'e'toh abandonado, y finalmente conducidos a la extinción. Ante esta aplastante posibilidad, Aviendha deja a Rhuidean para encontrar a Rand, desesperada por cualquier oportunidad de enderezar este sombrío futuro.

### La Torre Negra
Mazrim Taim gobierna a la Torre Negra con un puño de hierro. Logain ha estado ausente de la Torre Negra por algún tiempo. Varias de las Aes Sedai que han viajado a la Torre originalmente enviadas por la líder del Ajah Rojo han recibido permiso para unir a algunos de los Soldados y Dedicados, sin embargo, ninguna ha podido unir a un hombre bajo su influencia. La totalidad de la Torre está vigilada, la entrada y la salida están estrictamente controladas, y el comportamiento de muchas Aes Sedai y Asha'man ha cambiado de manera significativa e inquietante; algunos de los más ardientes detractores de Taim parecen solo cantar sus alabanzas, y comportarse como en una imitación hueca de ellos mismos. Los portales de viaje fallan dentro de los confines de la Torre, confinando a aquellos dentro de los terrenos a la vigilancia de Taim y sus fieles seguidores. Un pequeño grupo de Soldados y Dedicados nota la oscuridad que parece desgarrar a la Torre y sus habitantes, y trata desesperadamente de descubrir las intenciones de Taim mientras tratan de escapar en busca de Logain y el Dragón Renacido.